# Войны фоксов
Войны фоксов — два вооружённых конфликта между Новой Францией и индейским племенем фоксы, произошедшие в районе Великих озёр с 1712 по 1733 год. Фоксы контролировали водный путь на востоке центрального Висконсина. Эта речная система имела жизненно важное значение для торговли мехом между Французской Канадой и внутренними районами Северной Америки, поскольку она позволяла путешествовать по реке Фокс от Грин-Бея на озере Мичиган до реки Миссисипи. Французы хотели получить права на использование этого водного пути, чтобы получить доступ как к Миссисипи, так и к торговым контактам с племенами на западе. Войны унесли тысячи жизней и положили начало работорговле, в результате которой фоксы были захвачены индейскими союзниками Новой Франции, а затем проданы в рабство французскому колониальному населению.
Первая война фоксов (1712—1716) началась с конфликта между маскутенами, союзниками фоксов, и оттава,  и закончилась капитуляцией большой группы фоксов и заключением мира. Вторая война (1728—1733) была гораздо более кровопролитной и разрушительной, чем первая, и закончилась почти полным уничтожением фоксов как этноса.

## Предыстория
Фоксы жили в восточном Висконсине во время их первых контактов с французами около 1669 года. Священник Клод Аллуиз основал иезуитскую миссию среди селений оттава и петунов на южном берегу озера Верхнее. Через некоторое время группа фоксов прибыла в миссию, чтобы обменять меха на французские товары. В 1669 году, когда иезуиты начали проповедовать среди фоксов, они нашли их проживающими на востоке современного американского штата Висконсин.
Географическое размещение фоксов в пределах торговой сети Новой Франции помещало их в невыгодное положение. Так как они были вытеснены в Висконсин оджибве и прибыли сюда раньше, чем другие племена, бежавшие во время Бобровых войн, связи фоксов с французами были более слабыми, чем у прибывших позднее других алгонкинов. Кроме того, их положение в центральном Висконсине помещало их на западную окраину торговой сети французов, поэтому европейские товары были немногочисленными и дорогими.
Усилия французов расширить свою торговлю пушниной на территории сиу ущемляли интересы фоксов. Фоксы долгое время безуспешно пытались утвердиться в качестве посредников между французами и племенами сиу, одним из двух их традиционных врагов, другими были оджибве в северном Висконсине. Торговцы из Новой Франции не делали выбор между двумя народами, но они не собирались ради интересов фоксов отказываться от своей экспансии на запад. Воины фоксов стали грабить каноэ торговцев по дороге к селениям сиу и пытались взимать дань с лесных бродяг.

## Первая война
Великий совет 1701 года установил мир между различными индейскими племенами. Некоторые ирокезы стали торговать с алгонкинскими племенами и уговаривать вступить их в альянс с англичанами. Многие молодые вожди фоксов захотели присоединиться к этому союзу. Антуан Ломе де Ламот де Кадильяк стремясь не допустить этого, а также превратить форт Детруа в оживлённый центр торговли пушниной, послал вестников к фоксам, саукам, кикапу, маскутенам и другим племенам, приглашая их переселиться в восточный Мичиган. Это место имело стратегическое значение, поскольку оно обеспечивало доступ к водным торговым путям, которые были более доступными, чем далёкий Монреаль. Губернатор Кадильяк пригласил многочисленные племена поселиться около форта. Оттава и вайандоты основали в этом районе деревни, к которым вскоре присоединились потаватоми, майами и оджибве. Некоторые маскутены, фоксы и кикапу также приняли приглашение губернатора. Для фоксов переселение имело ряд преимуществ — они находились вдалеке от сиу и ближе к англичанам.
В сентябре 1710 года Кадильяк был освобождён со своей должности и назначен на новый пост в Луизиане, а комендантом форта Детруа назначается Жак-Шарль Рено Дюбюиссон, который не был сторонником переселения племён, особенно фоксов, считая их ненадёжными союзниками, но большинство фоксов и маскутенов уже приняли это предложение и основали укреплённый лагерь близ форта. Едва основавшись в Мичигане, нижние маскутены и фоксы учинили серию ссор и стычек с оттава, потаватоми, веа, пианкашо и иллиноями. В ответ на это потаватоми и оттава напали на маскутенов в апреле 1712 года, убив около 210 человек. Это сражение стало началом Первой войны фоксов. Уцелевшие маскутены бежали к Детруа, ища убежища в селении фоксов. Узнав о нападении на их союзников, фоксы подожгли деревню оттава и захватили в заложники несколько женщин.
Гарнизон французского форта состоял всего из 30 солдат и Дюбюиссон послал вестника за помощью в лагеря гуронов и оттава. Когда белые поселенцы стали укрываться внутри укрепления, фоксы начали обстреливать их и осадили форт. 13 мая 1712 года к месту осады прибыл Жан-Батист Биссо де Венсен, который сообщил, что оттава, вайандоты, майами и потаватоми поддержат французов. С прибытием индейских союзников Новой Франции фоксы были вынуждены отступить и укрыться в своём селении, которое надёжно укрепили. Стены лагеря фоксов были сравнительно невысоки и Дюбюиссон приказал соорудить два больших укреплённых помоста, с которых французы и их союзники обстреливали расположение фоксов сверху. В течение двух недель фоксы и маскутены сражались и держали оборону. Обеспокоенный ухудшением положения своих людей, вождь фоксов Пемусса попросил о прекращении огня и вернул несколько заложников, однако Дюбюиссон отказал ему в этом. В конце мая Пемусса вновь запросил перемирия. Дюбюиссон был готов заключит мир, но его индейские союзники высказались против этого, они жаждали мщения, так как потеряли много своих воинов во время осады лагеря фоксов. Поздним вечером 30 мая фоксы и маскутены смогли воспользоваться плохой погодой и покинули свой лагерь. Французы и их союзники обнаружили бегство осаждённых и стали преследовать их. Они нагнали их близ озера Сент-Клэр — сражение длилось четыре дня. Потери фоксов и маскутенов составили около 1000 человек убитыми, у французов было убито 30 человек, а у их союзников — 60. Кроме того большая часть фоксов оказалась в плену и была продана в рабство.
К весне 1713 года выжившие фоксы вернулись в Висконсин и стали нападать на лесных бродяг, вызвав панику среди французских торговцев. Военные отряды фоксов в течение года атаковали селения французов, вайандотов и иллиноев. Угроза нападений фоксов парализовала пушную торговлю на западе Новой Франции. Лишь в мае 1716 года французская армия выступила из Монреаля, её сопровождала группа крещённых индейцев. Объединённые силы насчитывали 800 человек, возглавлял их Луи де Ла Порт де Лувиньи. Фоксы укрылись в своём старом лагере и были готовы к отражению натиска французов. Лувиньи приказал из пушек обстрелять укрепление, но мощный дубовый частокол защитил селение. Оборону лагеря возглавлял Пемусса, сумевший избежать плена. Выдержав четыре дня осады, фоксы решили заключить мир. Несколько индейцев под белым флагом отправились к французам и предложили прекратить огонь, заключив мирное соглашение. Лувиньи принял предложение фоксов, которые согласились на мир со всеми союзными французам племенами и были готовы возместить своим бывшим врагам убытки. Так закончилась Первая война фоксов.

## Вторая война

### Накануне войны
Мир между фоксами и Новой Францией в 1716 году не остановил боевые действия между фоксами и иллиноями. Война между ними возобновилась и осложнилась вторжением кикапу, виннебаго и маскутенов, когда они начали прибывать на север современного американского штата Иллинойс на земли пеория, племени, входившего в конфедерацию иллиноев. Война расширялась, втягивая другие племена, и мехоторговля Новой Франции вновь несла убытки. Воины фоксов стали также нападать на французских торговцев. Пеория вынуждены были укрыться в своей крепости у форта де Шартре близ устья реки Каскаския, так как не смогли противостоять вторжению фоксов и их союзников. К 1725 году война распространилась в долину Миссури, поскольку французские торговцы привлекли себе на помощь племена ото и миссури. В том же году делегация иллиноев, осейджей, миссури и ото посетила Францию, где вождь мишигамеа, одного из племён конфедерации иллиноев, просил метрополию о помощи в борьбе с фоксами. После этой встречи Совет министров Франции направил генерал-губернатору Канады послание, укоряющее его за бездействие в урегулировании конфликтов на западе колонии. Власти Новой Франции решили положить конец набегам фоксов и отправили Констана ле Маршана де Линьери в Ла-Байе-де-Пуан. Лидеры фоксов пообещали Линьери прекратить набеги и заключить мир со своими соседями.

### Кампания де Линьери
Молодые воины фоксов, несмотря на мирный договор, продолжили нападения на оджибве и иллиноев. В августе 1726 года Шарль де ла Буш, маркиз де Боарнуа, сменил барона Лонгёя на посту генерал-губернатора Новой Франции. Он решил основательно разобраться с фоксами. Используя дипломатию, чтобы изолировать их от своих союзников, он организовал мирные переговоры между сиу и оджибве. Конфликт между ними усиливал союз между сиу и фоксами, поскольку у обоих племён  был общий враг. Фоксы знали об этих действиях французов, но мало что могли поделать. Меномини отклонили просьбу фоксов о союзе и сказали им, что в случае войны они встанут на сторону французов. Необходимость французских торговых товаров привела к тому, что сиу, виннебаго, айова и сауки отказались от союза с фоксами, лишь кикапу и маскутены поддерживали их.
Летом 1727 года умер верховный вождь фоксов Ушала и с его смертью способность племени к соблюдению соглашений с французами сразу понизилась. Нападения на иллиноев и торговцев возобновились. Не дожидаясь инструкций из Парижа Боарнуа решил атаковать враждебное племя. Комендантам французских постов были даны указания о подготовке большой военной экспедиции летом 1728 года. Власти Новой Франции намеревались держать свои приготовления в тайне, но сенека узнали о готовящейся кампании и предупредили фоксов, послав к ним гонцов.
Комендант форта де Шартре Шарль Анри де Лиэт де Тонти атаковал охотничий лагерь фоксов близ современного Чикаго. Его отряд состоял из 20 солдат и нескольких сотен воинов-иллиноев. После нападения иллинои решили не продолжать поход на фоксов и вернулись в свои селения. 5 июня 1728 года из Монреаля выступил Линьери и двинулся на запад. Его армия включала в себя 400 солдат и лесных бродяг, а также индейцев из Семи наций. 1 августа он прибыл в форт Мишилимакино, где к нему присоединились ещё сотни индейцев и лесных бродяг. Задержавшись в форте, армия Линьери достигла Грин-Бея только 17 августа. Узнав о приближении французов и их союзников, фоксы бежали к Миссисипи. Прибыв к селению фоксов 24 августа, Линьери нашёл его покинутым. Так и не дождавшись де Лиэта и иллиноев, он отказался от преследования враждебных индейцев. Линьери сжёг деревню фоксов, уничтожил их припасы и возвратился в Ла-Байе-де-Пуан. В начале сентября французская армия прибыла в Мишилимакино.

### Разгром фоксов
Боарнуа был обеспокоен неудачей кампании. Французские власти были недовольны как самой экспедицией, так и тем, что генерал-губернатор принял это решение не посоветовавшись с ними. Фоксы хоть и смогли избежать сражения, но их селения были сожжены, а поля разорены. К тому же позднее фоксам удалось настроить против себя немногих союзников, которые у них были. После спора об отказе кикапу и маскутенов убить французских заложников, которых они удерживали, фоксы покинули их лагерь в ярости. После нескольких дней пути они повстречали воинов кикапу и маскутенов и убили их. Узнав об этом, их бывшие союзники перешли на сторону Новой Франции в 1729 году. Поскольку известие об отступничестве кикапу и маскутенов распространилась среди индейских племён Великих озёр, многие из них решили присоединиться к французам. Меномини и виннебаго совершили ряд нападений на деревни фоксов, те, в ответ, атаковали селение виннебаго. Поняв, что оставаться в Висконсине они больше не могут, фоксы послали гонцов к сенека, прося у них разрешения переселиться на территорию ирокезов. Они также попросили ирокезов присоединиться к войне против Новой Франции. Сенека неохотно согласились дать приют фоксам, но предпринимать какие-либо действия для поддержки их переселения отказались.
Летом 1730 год, фоксы, уверенные в поддержке ирокезов, решили покинуть Висконсин и направиться в Нью-Йорк. Но чтобы попасть туда, им надо было пересечь страну иллиноев. Они отправил посланника, чтобы спросить иллиноев разрешения на проход, но возникла ссора, в результате которой был убит племянник вождя племени кахокия. Разъярённые воины кахокия преследовали фоксов и настигли их 4 августа в открытой прерии к востоку от современного города Блумингтон. На помощь кахокия подоспели воины потаватоми, кикапу и маскутенов. Фоксы решили укрепить свой лагерь и отразить нападение своих врагов. Гонцы из деревни кахокия доставили весть о передвижении фоксов в другие селения конфедерации иллиноев, которые находились около форта де Шартре на юге современного штата Иллинойс. Комендант форта, Робер Гростон де Сен-Анж, собрал почти сотню солдат и торговцев, и 10 августа, присоединив ещё воинов-иллиноев, выступил в поход. 17 августа 1730 года объединённый отряд из 500 французов и индейцев прибыл к месту осады. Получив известие о предстоящем сражении, Николя-Антуан Кулон де Вилье собрал 300 сауков, майами и потаватоми у форта Сен-Жозеф, и также отправился в поход, прибыв в тот же день, что и де Вилье. На следующий день к ним ещё присоединились 28 французов и 400 веа и пианкашо под руководством Симона Роме.
Окруженные более чем 1400 воинами, фоксы успешно держали оборону, но их провизия и вода заканчивались. 1 сентября 1730 года их положение ещё более ухудшилось — прибыл отряд Николя-Жозефа де Нуайе с 200 воинами из племён потаватоми, майами и вайандотов. В ночь на 8 сентября разразилась гроза, и фоксы воспользовавшись этим, решили бежать. Французы и их союзники догнали и убили около 600 из них. Лишь примерно 50 воинов смогли спастись, но позже, часть из них, была захвачена в плен. В последующие месяцы власти Новой Франции смогли насчитать всего 450 выживших фоксов, большинство которых являлись пленниками союзных французам индейцев.

### Окончание войны
Выжившие фоксы вернулись в Висконсин и основали новое селение на территории современного округа Ричленд. Их возглавил военный вождь Киала. Фоксам стало известно, что часть из их пленённых соплеменников была предана пыткам и убита, остальные  рассеялись среди других индейцев, но, вопреки обычаю, их не приняли в племя, а сделали рабами. В сентябре 1731 года делегация фоксов прибыла в Монреаль, чтобы просить Боарнуа сжалиться над племенем и заключить мир. После того, как посланники отправились домой, генерал-губернатора посетили вайандоты форта Детруа и мохоки из миссии Лак-де-Дё-Монтань. Они просили позволения атаковать уцелевших фоксов. Видя в предлагаемой кампании удобную возможность окончательно сломить врагов Новой Франции, Боарнуа согласился.
Тем временем Киала вёл переговоры с прежними союзниками своего народа, уговаривая их отпустить пленников. Маскутены, кикапу и сауки уступили просьбам Киалы, и отпустили узников. Направляясь к селению фоксов, вайандоты и мохоки надеялись привлечь в свой отряд дополнительные силы, но потаватоми, оттава, кикапу и другие отказались присоединиться. В результате долгого пути часть отряда заболела и повернула назад, в Висконсин прибыли лишь 40 вайандотов и 30 мохоков. Обнаружив враждебное селение, они стремительно атаковали. Хотя нападавшие уступали фоксам в численности, они быстро захватили инициативу. Фоксы отступили, и сражение переросло в бойню. Нападавшие убили 150 человек, ещё 154 захватили в плен, сами они потеряли всего 5 вайандотов и ни одного мохока.
В последующие месяцы остатки фоксов страшились нападений своих врагов и искали убежища среди маскутенов и кикапу. В течение следующих трёх лет вайандоты, иллинои, мохоки и оттава продолжали нападать на фоксов. Фоксы попросили сауков, чтобы те помогли им, и сауки не только дали им убежище, но и обратились к французам в 1733 году с просьбой заключить мир. Хотя официально мирных переговоров и не было, больше серьёзных столкновений у фоксов с французами не случалось.

### Мирное соглашение
Несмотря на то, что лидер фоксов Киала прибыл в Монреаль в качестве заложника, Боарнуа приказал продолжать кампанию против них. В 1734 году французская экспедиция под командованием де Вилье в сопровождении воинов оджибве, оттава и меномини прибыла в деревню сауков к западу от Грин-Бея, чтобы потребовать у них сдачи фоксов. Сауки отказались, и во время последовавшего нападения де Вилье был убит. В последовавшей неразберихе французы и их союзники отступили, чтобы перегруппироваться, а сауки и фоксы оставили деревню и бежали на запад. Они пересекли Миссисипи и поселились в восточной Айове в 1735 году. Узнав о гибели де Вилье, французские чиновники приказали Боарнуа продать Киалу и его жену в рабство в Вест-Индию.
Французы отправили за ними еще одну экспедицию под руководством де Нуайе в 1736 году, но к этому времени у французских союзников начали возникать сомнения в их приверженности геноциду. Стремление властей Новой Франции истребить враждебное племя привело к тому, что у их индейских союзников начали возникать сомнения в их действиях. Лидеры иллиноев выразили общую обеспокоенность тем, что, если фоксы могут быть уничтожены таким образом, кто может стать следующей жертвой? На встрече в Монреале весной 1737 года меномини и виннебаго попросили генерал-губернатора проявить милосердие к фоксам, в то время как потаватоми и оттава обратились с аналогичной просьбой от имени сауков. Охваченные новой войной между оджибве и сиу в Миннесоте и серьёзной конфронтацией с натчезами и чикасо, которая закрыла для них низовья Миссисипи, французы склонились к опасениям своих союзников и неохотно согласились. Боарнуа распорядился, чтобы французские власти в Ла-Байе-де-Пуане послали прежним врагам подарки — Война фоксов официально завершилась.

## Последствия

### Фоксы
Попытка Боарнуа полностью истребить фоксов провалилась, но была близка к этому. По завершении атаки вайандотов и мохоков весной 1732 года численность свободных фоксов составила около 140 человек — 50 мужчин и 90 женщин и детей. После заключения мира в 1737 году сауки и фоксы оставались к западу от Миссисипи до 1743 года. В Айове они продолжили воевать с миссури и осейджами, однако главными врагами для них оставались иллинои. Когда началась Война с французами и индейцами воины фоксов и сауков сражались уже на стороне Франции, приняв участие в разгроме Брэддока и в осаде форта Уильям-Генри.
Хотя они сохранили свои отдельные традиции и вождества, два племени впоследствии были так тесно связаны друг с другом, что позднее, британцам и американцам было трудно различать их.

### Рабство фоксов
Войны фоксов способствовали проникновению индейских рабов в Новую Францию двумя способами: в качестве трофеев французских офицеров или путем прямой торговли. Начиная с мирного договора 1716 года, рабство стало постоянным элементом отношений между фоксами и Новой Францией, но оно имело сомнительную символическую силу. С одной стороны, обмен рабами сигнализировал о возможном прекращении конфликта, в то время как, с другой стороны, он также послужил мотивом для разжигания новых конфликтов.
Тем не менее, долгое время рабы фоксов работали в качестве домашней прислуги, неквалифицированных рабочих и в сельском хозяйстве по всей Новой Франции. Несмотря на то, что экономика Французской Канады не была основана на рабстве, сотни рабов-фоксов присутствовали в долине реки Святого Лаврентия. Позднее, после подписания мирного договора между фоксами и властями Новой Франции, некоторые освобождённые индейцы настолько привыкли к новому образу жизни, что предпочли остаться жить среди французов и не возвращаться к сородичам.

### Новая Франция
Финансовое положение колонии до первой войны с фоксами было тяжёлым. Война за испанское наследство нанесла значительный урон казне Франции и, как следствие, ресурсам, доступным Новой Франции. Поэтому колония должна была максимизировать свою прибыль и стараться минимизировать свои расходы. Власти колонии старались предотвратить крупномасштабные войны с фоксами, так как не имели на это необходимых средств. Нехватка финансов сделала французов зависимыми от своих индейских союзников в отношении пушнины. Крупномасштабные экспедиции не могли быть проведены французскими торговцами, вместо этого они отправлялись в местные охотничьи угодья, чтобы торговать и поддерживать отношения с племенами. Мирные отношения были жизненно важны для экономического успеха властей Новой Франции, но это также заставляло их действовать в качестве дипломатических партнёров, втягиваясь в конфликты между местными индейскими племенами в рамках их торговых соглашений. К концу Второй войны фоксов колония потеряла определённое экономическое влияние на западе.
Боязнь потерять влияние среди индейских племён Великих озёр, а также начавшаяся война с чикасо, вынудили генерал-губернатора Новой Франции заключить с фоксами мир. Желание Боарнуа истребить фоксов привело к тому, что союзники колонии стали симпатизировать своим врагам и в большинстве своём отказались помогать французам в конце войны.